# Різанина на острові Дакса
Різанина на острові Дакса (хорв. Pokolj na otoku Daksi), звана також стратами на Даксі — назва воєнного злочину, що полягав у розстрілі на місці  53 чоловіків, обвинувачених у колабораціонізмі, який скоїли югославські партизани 24—25 жовтня 1944 року на хорватському острові Дакса поблизу Дубровника.
Після того, як партизани 18 жовтня 1944 року ввійшли в Дубровник, вони заарештували понад 300 громадян. 53 було страчено на Даксі без суду і слідства. Ексгумація і аналіз ДНК встановили особу 18 із них, тоді як 35 залишаються невідомими. Пізніше партизани видавали і розповсюджували по Дубровнику листівки зі словами: «В ім'я народів Югославії» та «Судова рада військового суду командування Південно-Далматинської області».
19 червня 2010 року останки страчених були перепоховані. Серед жертв опинилися католицький священник отець Петар Периця (який написав пісню Djevo Kraljice Hrvata) і мер Дубровника Ніко Копривиця. За ці масові страти ніхто ніколи не постав перед судом.